# Bosnienkrieg
10-Tage-Krieg – Kroatienkrieg – Bosnienkrieg – Kosovokrieg
Als Bosnienkrieg wird der Krieg in Bosnien und Herzegowina von 1992 bis 1995 im Rahmen der Jugoslawienkriege bezeichnet.
Infolge des beginnenden Zerfalls der Sozialistischen Föderativen Republik Jugoslawien sowie der damit verbundenen kriegerischen Auseinandersetzungen besonders in Kroatien wuchsen in den Jahren 1990 und 1991 auch die Spannungen zwischen den Ethnien in Bosnien und Herzegowina. Während große Teile der serbischen Bevölkerung für einen Verbleib in der jugoslawischen Föderation und einen engen Verbund mit Serbien plädierten, gab es insbesondere bei Bosniaken den Wunsch, einen eigenen unabhängigen Staat zu bilden. Kroaten aus der westlichen Herzegowina wollten sich stärker an Kroatien anlehnen beziehungsweise sich dem neuen kroatischen Staat anschließen. Die Spannungen eskalierten nach der Ankündigung eines Referendums über die Unabhängigkeit der Republik Bosnien und Herzegowina (RBiH) und der Ausrufung einer bosnisch-serbischen Republik. Nach der internationalen Anerkennung der unabhängigen Republik Bosnien und Herzegowina durch die Europäische Gemeinschaft (EG) und die USA am 6./7. April 1992 begann die militärische Eskalation zwischen den Konfliktparteien.
Die bewaffneten Auseinandersetzungen zwischen der Regierung in Sarajevo und Separatisten, bzw. den drei großen ethnischen Gruppen, wurden von den jeweiligen nationalistischen Gruppierungen angeheizt und von ethnischen Säuberungen begleitet. Dabei wurden bosnische Serben sowohl mit Waffenlieferungen als auch durch Bereitstellung paramilitärischer Truppen von Seiten Serbiens unterstützt, das die formal noch bestehende Bundesrepublik Jugoslawien darstellte, während bosnische Kroaten Unterstützung bei der Ausbildung der Einheiten, Bewaffnung und Logistik sowie durch die Bereitstellung regulären Militärpersonals zur aktiven Kampfbeteiligung seitens Kroatiens erfuhren. Die bosnische Seite konnte sich anfangs nur auf leichte Waffen der früheren Territorialverteidigung stützen. Später erhielten sie auch internationale militärische Unterstützung, vornehmlich aus muslimischen Staaten. Jedoch konnten aufgrund des Waffenembargos nur Kleinwaffen ins Land gelangen. Die militärische Übermacht der bosnischen Serben führte dazu, dass diese zeitweise bis zu 70 Prozent des Territoriums von Bosnien und Herzegowina eroberten und kontrollierten. Dazu kamen vom Sommer 1992 bis zum Frühjahr 1994 Kämpfe zwischen Kroaten und Bosniaken hauptsächlich in der Herzegowina sowie die Ausrufung der Autonomen Provinz Westbosnien um Velika Kladuša durch den Bosniaken Fikret Abdić, der in Opposition zur Regierung in Sarajevo stand.
Auch internationale Vermittlungsbemühungen sowie der Einsatz von UN-Truppen konnten über lange Zeit den Krieg nicht eindämmen. Kroatien beendete auf internationalen und internen Druck seine Teilungspolitik in Bosnien. Mit seiner Regierungsarmee gelang es Kroatien im Sommer 1995, die Republik Serbische Krajina zu erobern und die serbische Seite auch in Bosnien in die Defensive zu bringen. Dazu kam die Operation Deliberate Force der NATO gegen die bosnischen Serben. Daraufhin zeigten sich die inzwischen ermüdeten Kriegsparteien bereit, nicht zuletzt unter internationalem Druck insbesondere aus den USA, ernsthafte Verhandlungen über eine Beendigung des Krieges zu führen. Diese Verhandlungen mündeten Ende 1995 in den Dayton-Vertrag. Mit dem Vertrag wurden die beiden Entitäten Föderation Bosnien und Herzegowina und Republika Srpska als Bestandteile von Bosnien und Herzegowina festgeschrieben. Gleichzeitig wurde eine internationale militärische und zivile Kontrolle des Landes vereinbart, die bis heute anhält (zuerst Implementation Force genannt, seit 2004 Operation Althea).
Im Bosnienkrieg starben etwa 100.000 Menschen, davon rund 60.000 Soldaten.

## Situation vor dem Zerfall Jugoslawiens

Der Zerfall Jugoslawiens

Der Auflösung Jugoslawiens 1990/1991 gingen über längere Zeit innenpolitische und sozial-ökonomische Desintegrationsprozesse voraus. Sie wurden teilweise durch die Staatskonstruktion strukturell begünstigt und wurden durch die weltpolitischen Veränderungen der 1980er Jahre verstärkt. Zu einer Konfliktquelle wurden das Spannungsverhältnis zwischen Nationalismus und Föderalismus; Die ethnische Vielfalt, divergierende historisch-politische Traditionen und gravierende sozial-ökonomische Unterschiede zwischen den Teilrepubliken unterstützen die nationalistischen Bestrebungen und damit die Abgrenzungen nach außen und die Ablehnung einer gemeinsamen staatlichen Ordnung. Die Verteilungskonflikte aufgrund der wahrgenommenen Ungerechtigkeit der Leistungen der wirtschaftlich stärkeren Staaten zugunsten der schwächeren, wurden von Nationalisten als Argument eingesetzt, um ihre Teilstaaten abzutrennen und zu verselbständigen, die unter Titos Führung mittels ethnischer Repräsentation und Machtteilung kontrolliert werden konnten. Mit dem Zusammenbruch des Kommunismus in Osteuropa schienen die tragenden Säulen des jugoslawischen Staatsverständnisses eingebrochen zu sein; das bis dahin international angesehene jugoslawische Modell des „Dritten Weges“ zwischen den Blöcken erschien obsolet. Eine schwere Wirtschafts- und Schuldenkrise hatte Jugoslawien seit Ende der 1970er Jahre belastet. Der Ruf nach tiefgreifenden Reformen des föderalen Systems und der Staatsführung wurde besonders in Slowenien und Kroatien immer lauter. Im Streit um Reformen wurde die jugoslawische Regierung Ende des Jahrzehnts handlungsunfähig, weil immer mehr Macht auf die Ebene der Teilrepubliken verlagert wurde. Die Antibürokratische Revolution im Jahr 1989 beschleunigte die Auflösung Jugoslawiens und Anfang 1990 wurde der Bund der Kommunisten Jugoslawiens, die jugoslawische Einheitspartei aufgelöst. In Slowenien, Kroatien und Bosnien-Herzegowina, später auch in den anderen Republiken, wurden Mehrparteien-Wahlen ausgeschrieben, nicht jedoch auf Bundesebene.
Dabei etablierten sich neue politische Parteien, die sich meist als Interessenvertretungen einer der Ethnien verstanden. Die Konkurrenz um die politische Macht fand so in Formen ethno-politische Rivalität statt. Am 25. Juni 1991 erklärten sich nach vorangegangenen Volksentscheiden Slowenien und Kroatien für unabhängig. Unmittelbar danach brach der 10-Tage-Krieg zwischen der Territorialverteidigung Sloweniens und der jugoslawischen Volksarmee (JNA) aus, die 1991 als einzige bundesstaatliche Institution erhalten blieb. Die JNA griff auch Kroatien an (Kroatienkrieg); Kroatien verteidigte sich erfolgreich und am 2. Januar 1992 wurde das Waffenstillstandsabkommen von Sarajevo unterzeichnet. Später erfasste der Krieg weitere Teilrepubliken.

## Politische Ausgangssituation

### Bevölkerungsstruktur
Bosnien und Herzegowina galt vor dem Bosnienkrieg aufgrund seiner Bevölkerungsstruktur oft als "Jugoslawien im Kleinen". Drei Völker lebten lange Zeit friedlich zusammen: die muslimischen Bosniaken, die orthodoxen Serben und die katholischen Kroaten, wobei die Religion im sozialistischen Jugoslawien nur eine geringe Rolle spielte. In vielen Landesteilen, Städten und Ortschaften waren diese Bevölkerungsgruppen direkte Nachbarn, auch innerhalb von Wohngebieten und Straßen. Nach der Volkszählung von 1991 identifizierten sich von insgesamt 4,36 Millionen Einwohnern 43,7 Prozent als Bosniaken, 31,4 Prozent als Serben und 17,3 Prozent als Kroaten; 5,5 Prozent wählten für sich die Kategorie "Jugoslawe". Daneben rechneten sich etwa 2 Prozent zu anderen Minderheiten.

### Parlamentswahlen
Das kommunistische Regime in Bosnien-Herzegowina galt als vergleichsweise repressiv. Als Ursache wurde oft angegeben, die Beziehungen zwischen den Nationen seien hier so empfindlich, dass jede Störung sofort eskalieren würde. Der Prozess der politischen Demokratisierung lief in Bosnien relativ spät an. Im Januar 1990 wurden zwar eine neue Verfassung und das Mehrparteiensystem beschlossen, aber im April die Gründung von Parteien unter nationalem Namen verboten. Dies führte dazu, dass die bosniakische Partei sich Partei der Demokratischen Aktion nennen musste. Das Verbot wurde später aufgehoben. Die ersten freien Wahlen für das Zweikammerparlament fanden am 18. November und am 2. Dezember 1990 statt.
Dabei erhielten drei sich national definierende Parteien die meisten Stimmen, etwa entsprechend den Bevölkerungsanteilen: die bosniakische Partei der demokratischen Aktion (SDA) gewann 86 der insgesamt 240 Sitze in beiden Kammern des Parlaments, die Serbische Demokratische Partei (SDS) 70 Sitze sowie die Kroatische Demokratische Union in Bosnien und Herzegowina (HDZ BiH) 45 Sitze. Fikret Abdić (SDA) wurde zum Präsidenten gewählt, trat aber zu Gunsten von Alija Izetbegović zurück. Izetbegović hätte mit einer Koalition aus Bosniaken und Kroaten regieren können, bildete jedoch eine förmliche Koalition zwischen den drei größten Parteien. Der Serbe Momčilo Krajišnik wurde Parlamentspräsident und der Kroate Jure Pelivan Ministerpräsident.

### Bildung autonomer Gebiete

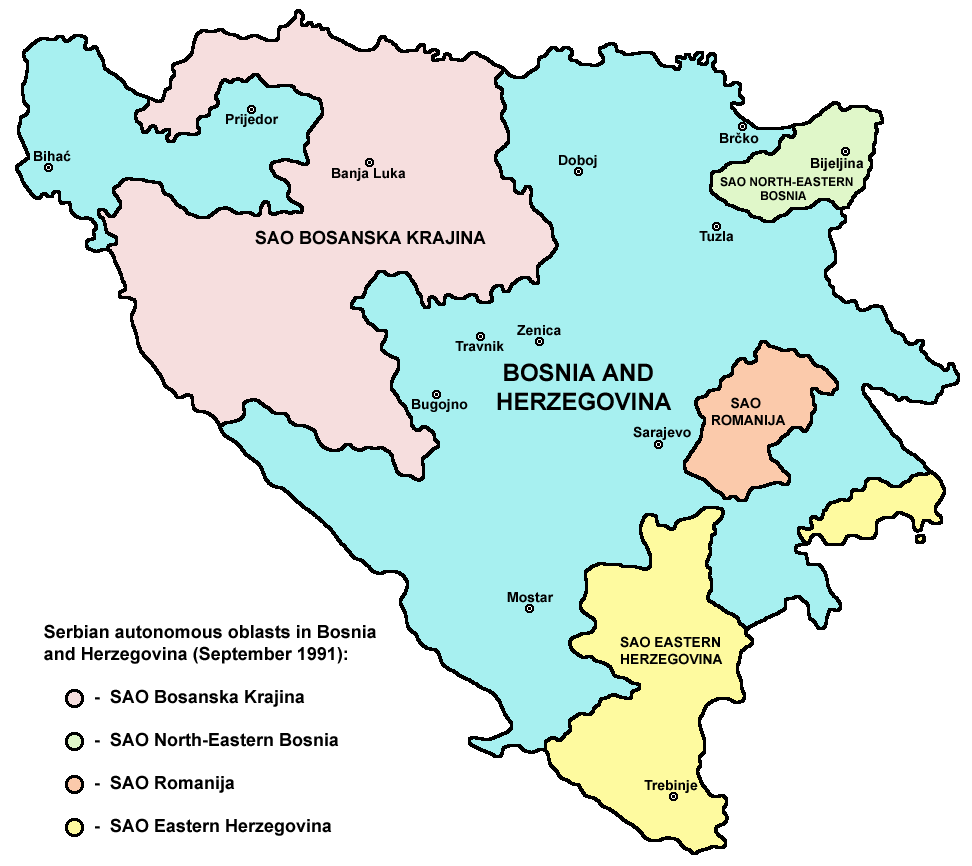
Die selbst proklamierten „Serbischen Autonomen Oblasts“, kurz SAOs in Bosnien und Herzegowina, 1991

Als die Regierung Ende 1990 antrat, war die allgemeine Lage in Jugoslawien bereits sehr angespannt. Slobodan Milošević drohte Anfang 1991 öffentlich, er werde ganze Territorien Kroatiens und Bosniens annektieren, wenn jemand den Versuch unternähme, die Bundesstruktur Jugoslawiens durch eine lockerere Bündnisstruktur zu ersetzen. Bei Debatten über die föderale Struktur stand die bosnische Regierung auf Seiten Sloweniens und Kroatiens, konnte diese aber nicht absolut unterstützen, weil viele Bosnier beunruhigt waren durch die Aussicht, dass die beiden Republiken Jugoslawien verlassen würden. Im Mai 1991 begann die bosnische SDS die Abtrennung großer Teile Nord- und Westbosniens zu fordern. Sie sollten mit der kroatischen Krajina zu einer neuen Republik vereinigt werden. Drei Gebiete Bosniens mit überwiegend serbischen Einwohnern wurden von der SDS zu Serbischen Autonomen Regionen erklärt. Wenig später forderte eine kleinere Partei in Kroatien, die Partei des Rechts, die Annexion ganz Bosniens durch Kroatien. Inzwischen war im Sommer 1991 zunächst in Slowenien, dann in Kroatien ein offener Krieg ausgebrochen. Anfang August 1991 unternahm der Führer der kleinen bosniakischen Partei Muslimanska bošnjačka organizacija (MBO), Adil Zulfikarpašić, den Versuch, ein historisches Übereinkommen mit der SDS zu treffen, das die Unversehrtheit der bosnischen Republik garantieren sollte. Izetbegović protestierte dagegen mit der Begründung, dass die Kroaten nicht einmal konsultiert worden waren. Einige Tage nach seiner Kritik erklärten die Vertreter der SDS, dass sie nun die Sitzungen des Staatspräsidiums boykottieren würden.
Der nächste Schritt der SDS-Führung war im September 1991 die Einbeziehung der jugoslawischen Bundesarmee zum Schutz der serbischen autonomen Regionen. Bundestruppen wurden in die Herzegowina verlegt und legten Ende September die Grenzen der serbischen autonomen Region Herzegowina fest. Andere Armeestützpunkte auf bosnischem Territorium (unter anderem in Banja Luka) wurden für militärische Aktionen gegen Kroatien genutzt. Bedeutende Kommunikationszentren wurden von der Armee besetzt. Im Winter 1991/92 wurden um die größeren bosnischen Städte Stellungen für schwere Artillerie gebaut. Als im Januar/Februar 1992 die Kämpfe in Kroatien zu Ende gingen, wurden Panzer und Artillerie der Bundesarmee mit Billigung der UN aus Kroatien abgezogen und nach Bosnien verlegt.
Der dahinter stehende politische Plan war beim Parteitag der Sozialistischen Partei Serbiens am 9. Oktober 1991 vorgestellt worden: „In dem neuen jugoslawischen Staat wird es mindestens drei bundesstaatliche Einheiten geben: Serbien, Montenegro und ein vereinigtes Bosnien-Knin. Wenn die Bosniaken in dem neuen jugoslawischen Staat zu verbleiben wünschen, können sie das tun. Wenn sie abzufallen versuchen, müssen sie wissen, dass sie rings von serbischem Gebiet umschlossen sind.“
Im bosnischen Parlament wurde diskutiert, ob Bosnien seine Souveränität erklären sollte. In einem Memorandum verlangte das Parlament im Oktober 1991 eine legislative Souveränität innerhalb Jugoslawiens, so dass es theoretisch Gesetze erlassen könnte, die das Recht der Bundesarmee, sein Territorium zu benutzen, brechen konnten. Bevor es zu diesem Beschluss kam, wies Radovan Karadžić die SDS-Abgeordneten an, das Parlament zu verlassen. Wenige Tage später errichteten er und seine Partei in Banja Luka, der Hochburg der Bundesarmee, eine so genannte Serbische Nationalversammlung.
Die Haltung Kroatiens und der bosnischen Kroaten gegenüber einem möglichen unabhängigen Bosnien-Herzegowina war uneinheitlich: viele bosnischen Kroaten in Mittel- und Nordostbosnien hatten ein Interesse an einem stabilen Bosnien-Herzegowina. Viele Kroaten in der Herzegowina hätten sich dagegen gerne dem neu entstandenen unabhängigen Kroatien angeschlossen. Der kroatische Präsident Franjo Tuđman schien zeitweise bereit, eine Garantie für die Respektierung eines unabhängigen bosnischen Staates zu geben. Es gab aber auch gegenteilige Äußerungen von seiner Seite. Bei einer Begegnung mit Milošević im März 1991 in Karađorđevo hatten beide über Möglichkeiten der Aufteilung Jugoslawiens gesprochen, und die Teilung Bosnien-Herzegowinas hatte dabei eine Rolle gespielt. Auch war Tuđmans Meinung bekannt, Bosnien-Herzegowina sei „durch osmanische Okkupation der ehemals kroatischen Gebiete“ entstanden, alle Bosniaken würden sich „doch als Kroaten fühlen“ und der kroatische Staat solle wieder „in seinen historischen Grenzen“ hergestellt werden.

### Referendum
Nachdem sich sowohl in Slowenien als auch in Kroatien eine überwältigende Mehrheit der Bevölkerung für deren staatliche Unabhängigkeit ausgesprochen hatte und die Regierungen deren Souveränität erklärt hatten, wurde in Bosnien-Herzegowina im Jahr 1991 ebenfalls eine Volksabstimmung über eine staatliche Unabhängigkeit vorbereitet.
Das Referendum wurde am 29. Februar und dem 1. März 1992 abgehalten. Die bosnischen Serben wurden von ihrer politischen Führung zum Boykott dieses Referendums aufgerufen. Die Beteiligung betrug 63,4 Prozent. Von den gültigen Stimmen waren 99,7 Prozent für die völkerrechtliche Souveränität.
Im bosnisch-herzegowinischen Parlament, das die meisten serbischen Abgeordneten bereits Ende 1991 verlassen hatten, wurde am 5. März 1992 die Unabhängigkeitserklärung verkündet. Der erste Staat, der die Unabhängigkeit Bosnien-Herzegowinas völkerrechtlich anerkannte, war Bulgarien.

## Kriegsparteien und Kriegsziele

### Kriegsparteien

#### Vojska Republike Srpske

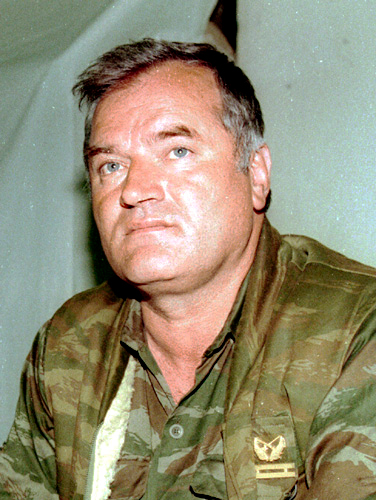
Der Oberbefehlshaber der bosnischen Serben, General Ratko Mladić, 1993

Die Armee der bosnischen Serben (VRS) war von den drei Kriegsparteien die am frühesten gerüstete. Sie wurde dabei finanziell, logistisch und militärisch durch die von Serbien dominierte Armee Jugoslawiens unterstützt. So hatte das fünfte Korps der Jugoslawischen Armee den serbischen Truppen im Mai 1992 einen beträchtlichen Teil seiner Ausrüstung überlassen.
Die Armee unterstand offiziell der Regierung der bosnischen Serben in Pale. Im April 1994 besaß sie eine Stärke von 100.000 Mann. Dazu kamen noch 25.000 Offiziere und Wehrpflichtige aus Serbien und Montenegro, 4.000 Freiwillige serbischer Spezialeinheiten und 1.000 bis 1.500 Kriegsfreiwillige aus Bulgarien, Griechenland, Russland, und der Ukraine.
Von allen ausländischen Freiwilligen hatte die russische Fraktion dabei die größte Bedeutung, da diese nachweislich in zwei organisierten Einheiten operierte, bekannt als РДО-1 und РДО-2 (lateinisch RDO-1 bzw. RDO-2). Dabei stand РДО für Russische Freiwilligeneinheit (Русский Добровольческий Отряд). Ihr Haupteinsatzgebiet war Ostbosnien, das durch seine Nähe zu Serbien am stärksten von Krieg und Vertreibung betroffen war. Besondere Erwähnung verdient auch der Einsatz von ca. 100 Mann als Griechische Freiwilligen-Garde organisierten griechischen Freiwilligen beim Fall von Srebrenica, da berichtet wird, dass nach dem Fall die griechische Nationalflagge in der Stadt wehte.

#### Kroatische Einheiten
Die Kroaten organisierten den Kroatischen Verteidigungsrat (Hrvatsko Vijeće Obrane, HVO) als bewaffnete Einheiten der Herceg-Bosna. Die Truppen hatten anfangs milizähnliche Strukturen. Sie verfügten Ende 1992 über ca. 45.000 Mann, denen sich noch 4.000 bis 5.000 Mann aus Freiwilligenverbänden und örtlichen Polizeistationen sowie 15.000 bis 20.000 Mann der kroatischen Armee anschlossen. Zwar leugnete die kroatische Regierung jegliche Beteiligung, doch sie unterstützte die bosnischen Kroaten bei Ausbildung, Bewaffnung und Logistik.
Größere ausländische Freiwilligen-Einheiten auf Seiten der bosnischen Kroaten sind nicht bekannt; in kleinerem Maße schlossen sich jedoch vor allem aus dem Ausland kommende Söldner und kleine paramilitärisch organisierte Einheiten hauptsächlich der rechts-nationalen HOS an. Darunter befanden sich auch Freiwillige u. a. aus Deutschland und Österreich, vor allem aus dem dortigen rechtsextremen Umfeld. Die Motivation der einzelnen Freiwilligen reichte von schlichter Abenteuerlust bis hin zur Auslebung rechts-nationalen und paramilitärischen Gedankenguts in der HOS.
Besonderes Aufsehen erregte auch der Fall des Schweden Jackie Arklöv, der wegen Kriegsverbrechen an Bosniaken in Gefangenenlagern in Bosnien verurteilt wurde.

#### ARBiH
Bosnier, die für die Unabhängigkeit waren, insbesondere Bosniaken, wurden schlecht vorbereitet vom Krieg überrascht. Die Regierung brauchte lange, um eine eigene Armee aufzubauen, die Armee der Republik Bosnien und Herzegowina (Armija Republike Bosne i Hercegovine, später Armija BiH). Anfangs organisierten sich die Truppen, die vorwiegend aus Bosniaken bestanden, in paramilitärischen Gruppen wie der Patriotischen Liga. Am 14. Mai 1992 konstituierte sich die Armee Bosnien-Herzegowinas. Sie bestand zu diesem Zeitpunkt aus 50.000 Mann, hatte jedoch nur Ausrüstung für rund 44.000. Im Verlauf des Jahres schlossen sich dieser Armee noch 600 bis 4000 Freiwillige aus muslimischen Ländern sowie viele Mudschahedin und Mitglieder lokaler Milizen an, letztere waren aber häufig örtlichen Befehlshabern unterstellt. Die Mudschahedin handelten jedoch eher autonom und unabhängig von der bosnischen Armeeführung. Alija Izetbegović und Rasim Delić, der damalige Oberkommandierende der bosnischen Armee, sollen nichts gegen die Kriegsverbrechen der Mudschahedin unternommen haben, was im Nachhinein kritisiert wurde.
1993 fügte sich Izetbegović der Mehrheit seiner Partei, die sich für ein multireligiöses Bosnien einsetzte, und distanzierte sich damit vermutlich wieder von den Mudschahedin.
Trotz eines UN-Waffenembargos von 1991, das mit der Resolution 713 des UN-Sicherheitsrats für ganz Jugoslawien galt, gelang es den serbischen und kroatischen Kriegsparteien, große Mengen Rüstungsgüter zu importieren, im Falle Kroatiens zum Teil auch aus Deutschland. Die bosnische Seite hingegen hatte aufgrund der Binnenlage und der Belagerungssituation größere Schwierigkeiten, Waffen und Ausrüstung zu importieren. Das UN-Waffenembargo wurde mehrfach von den USA unterlaufen, um die bosnische Armee und die Mudschahedin mit Waffen und Ausrüstung zu versorgen. US-Geheimdienste schmuggelten dabei Kriegsgerät durch Kroatien in Zusammenarbeit mit dem Iran und der libanesischen Hisbollah.
Es wird kontrovers diskutiert, ob der Bruch des UN-Waffenembargos durch Amerika zu einer weiteren Eskalation des Bosnienkrieges beitrug.
Der Militärfachverlag Jane’s Information Group gab im August 1994 an, dass die drei Kriegsparteien in den ersten beiden Kriegsjahren zusammen 1,3 Milliarden US-Dollar für Waffen und Munition ausgegeben hatten. An die Kroaten wurden Waffen im Wert von 660 Millionen Dollar geliefert, an die Serben im Wert von 476 Millionen Dollar, an die bosnische Armee in Höhe von 162 Millionen Dollar.

#### Paramilitärische Gruppen
Am Bosnienkrieg waren auch mindestens 45 paramilitärische Verbände beteiligt. Diese unterstanden dem Befehl unabhängiger Führer, wurden jedoch von den Regierungen der jugoslawischen Nachfolgestaaten unterstützt. Sie galten als besonders brutal und waren für zahlreiche Kriegsverbrechen verantwortlich.
Auf serbischer Seite kämpften die Weißen Adler (Beli Orlovi), Arkans Tiger und die Serbische Freiwilligen-Garde (Srpska Dobrovoljačka Garda). Auf bosniakischer Seite kämpfte die bosniakische Patriotische Liga (Patriotska Liga), die Green Berets (Zelene Beretke) und zahlreiche moslemische Mudschahedin-Einheiten sowie die kroatischen Verteidigungskräfte (Hrvatske obrambene snage).

### Kriegsziele
Als Slowenien, Kroatien und Bosnien-Herzegowina ihren Austritt aus dem jugoslawischen Bundesstaat erklärten, war das vorrangige Ziel der jugoslawischen Volksarmee, den Staatsverband zu erhalten. Anlass des Krieges boten demnach die jeweiligen Unabhängigkeitserklärungen und die internationale Anerkennung.
Die bosnischen Serben versuchten zunächst die mehrheitlich serbisch besiedelten Regionen einschließlich der fehlenden Verbindungsräume unter ihre Kontrolle zu bringen. Dies bedeutete eine Sicherung des nördlichen Korridors bei Brčko, des östlichen Korridors in Richtung der östlichen Herzegowina, sowie des mittleren Korridors bei Zvornik.
Die HVO hatte anfangs ein Militärbündnis mit den Bosniaken, weil beide Parteien eine Eigenständigkeit Bosnien-Herzegowinas unterstützten. Dieses Bündnis zerbrach jedoch, als auch die bosnischen Kroaten Gebietsansprüche stellten. Sie versuchten die Posavina und die westliche Herzegowina unter ihre Kontrolle zu bringen. Später unternahmen sie auch Angriffe auf mehrheitlich von Bosniaken besiedelte Gebiete, um ihr Territorium auszuweiten.
Die bosnischen Regierungstruppen beschränkten sich wegen ihrer militärischen Unterlegenheit zu Beginn des Krieges auf die Verteidigung des Territoriums, über das sie noch Kontrolle ausübten. Nach dem Austritt der kroatischen Armee aus dem Militärbündnis mussten sie auch Angriffe von kroatischer Seite abwehren. Erst im Verlauf des Jahres 1993 wendete sich das Blatt zugunsten der bosnischen Seite, woraufhin sie plante, Zentralbosnien zurückzuerobern und einen Landkorridor zur Adria zu öffnen.

## Verlauf

### 1991

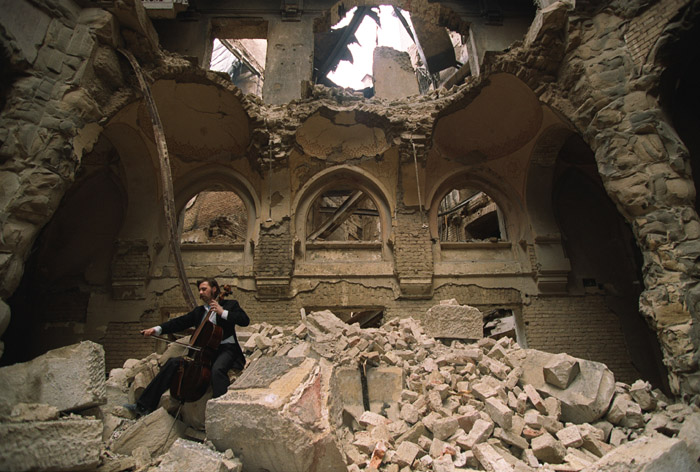
Vedran Smajlović, ein örtlicher Musiker, weigert sich, die Nationalbibliothek in Sarajevo zu verlassen

Bei einer Begegnung im März 1991 in Karađorđevo sprachen Franjo Tuđman und Slobodan Milošević über Möglichkeiten der Aufteilung Jugoslawiens. Dabei wurden auch Gedanken über eine Teilung Bosnien-Herzegowinas erörtert. Der turnusgemäße Wechsel an der Spitze des kollektiven jugoslawischen Staatspräsidiums am 15. Mai scheiterte an der Weigerung einer Mehrheit unter der Führung der Vertreter Serbiens, der Ernennung des Kroaten Stipe Mesić zuzustimmen. Damit war Jugoslawien ohne formelles Staatsoberhaupt und ohne Oberbefehlshaber der Streitkräfte. Der Vorsitzende des Europarats, Jacques Santer, und der Vorsitzende der Europäischen Kommission, Jacques Delors, besuchten am 29. und 30. Mai Belgrad, um sich für den Erhalt der staatlichen Einheit einzusetzen. Santer drohte, Jugoslawien könne nicht mit einer EG-Assoziierung rechnen, „bis es seine inneren Probleme bewältigt hat“. Die EG-Delegierten boten Marković finanzielle Hilfe an – man sprach von Krediten von rund einer Milliarde Dollar sowie Streichung eines Teils der Schulden. Nach zahlreichen Krisensitzungen des Staatspräsidiums und der Republikführungen stimmten alle Seiten am 6. Juni einem Kompromissvorschlag zu, den Mazedonien und Bosnien-Herzegowina ausgearbeitet hatten. Das beschlossene Papier steckte, was die Abgrenzung der Kompetenzen zwischen Republiken und Bundesregierung, Recht der Republiken auf eigene Außen- und Verteidigungspolitik usw. anging, voller Widersprüche und Ungenauigkeiten. Die EG begrüßte den Kompromiss enthusiastisch. Serbien zog zwei Tage später seine Zustimmung zurück.
Bosniaken riefen in einer Proklamation am 10. Juni alle bosnischen Volksgruppen auf, sich für eine einheitliche Republik einzusetzen. Am 25. Juni proklamierten die Teilrepubliken Kroatien und Slowenien ihre Unabhängigkeit. Die Belgrader Regierung bezeichnete die Erklärungen als illegal und setzte die Bundesarmee in Marsch. Zwischen der Bundesarmee und der slowenischen Territorialverteidigung gab es Gefechte. Eine EG-Delegation erreichte in Verhandlungen eine vorläufige Vereinbarung über die Feuereinstellung und die Aussetzung des Vollzugs der Unabhängigkeitserklärung für zunächst drei Monate. Die EG verhängte am 5. Juli ein Waffenembargo gegen Jugoslawien. Ab Mitte Juli eskalierten Zwischenfälle zwischen den serbischen und kroatischen Konfliktparteien in Kroatien zum offenen Krieg. Spitzenvertreter der Republiken Serbien, Montenegro und Bosnien-Herzegowina unterbreiteten am 12. August einen Vorschlag zur Umwandlung Jugoslawiens in einen Bund gleichberechtigter Republiken und Völker. Jugoslawien sollte als Gesamtstaat erhalten bleiben.
Im August und im September kam es erstmals zu gewaltsamen Auseinandersetzungen zwischen Serben und Kroaten in Bosnien-Herzegowina. Nachdem am 27. August die Wehrdienstzeit verlängert worden war, stürmten Soldatenmütter das bosnische Parlament, um die Entlassung ihrer Söhne aus der Armee zu verlangen. In Den Haag begann am 7. September unter Vorsitz von Lord Carrington eine Friedenskonferenz mit der jugoslawischen Bundesregierung und allen Präsidenten der Republiken. Zwölf Tage darauf beschloss die Regierung von Bosnien-Herzegowina, keine Soldaten für die Bundesarmee mehr zu stellen. Das wurde am 24. September ergänzt durch das Verlangen, die Bundesarmee sollte ohne Genehmigung der Republikregierung keine Waffen oder Soldaten mehr durch die Republik bewegen. Hintergrund dieser Forderung war, dass Bosnien-Herzegowina seit Juli zum Aufmarschgebiet und logistischen Hinterland der Kriegsführung gegen Kroatien geworden war. Nacheinander erklärten Mitte bis Ende September alle von Serben bewohnten Regionen Bosnien-Herzegowinas ihre „Autonomie“. Es handelte sich insgesamt um mindestens 40 Prozent des Landesgebietes.

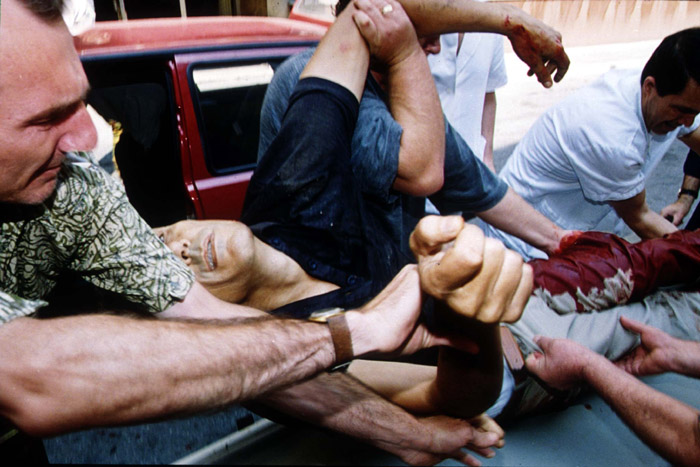
Ziviles Opfer des Krieges in Sarajevo

Der UN-Sicherheitsrat verhängte am 25. September ein „allgemeines und vollständiges“ Waffenembargo für alle Lieferungen von Waffen und militärischer Ausrüstung an Jugoslawien. Am 3. Oktober erteilte sich das Rest-Staatspräsidium Jugoslawiens das Recht, künftig Beschlüsse mit der Mehrheit der anwesenden Mitglieder zu fassen und übernahm zugleich „gewisse Funktionen“ des Bundesparlaments. Die Vertreter Bosnien-Herzegowinas und Mazedoniens sprachen von einem „verfassungswidrigen Putsch“. Das bosnische Parlament verabschiedete am 15. Oktober ein Memorandum zur Unabhängigkeit Bosnien-Herzegowinas (allerdings noch innerhalb des jugoslawischen Staatsverbandes). Die serbischen Abgeordneten hatten zuvor unter Protest die Sitzung verlassen. Die serbische Regierung erklärte neun Tage darauf, sie wolle ein Jugoslawien unter Einschluss der „serbischen Gebiete in Kroatien und Bosnien-Herzegowina“ schaffen. Bosnische Serben gründeten ein eigenes Parlament. Die bosnischen Serben stimmten in einer Volksabstimmung am 10. und 11. November für einen gemeinsamen Staat mit Serbien, Montenegro und der Serbischen Autonomen Provinz Krajina. Einen Tag darauf demonstrierten in Sarajevo zehntausende Menschen für ein friedliches Zusammenleben aller drei Volksgruppen in Bosnien-Herzegowina.
Die Führung der HDZ BiH unter Mate Boban und Dario Kordić proklamierte am 18. November die Kroatische Gemeinschaft Herceg-Bosna (Hrvatska Zajednica Herceg-Bosna) als separate „politische, kulturelle und territoriale Einheit“ auf dem Territorium der Sozialistischen Republik Bosnien und Herzegowina. Die Schlichtungskommission der EG stellte in einem Bericht am 7. Dezember fest, dass der Vielvölkerstaat Jugoslawien in der Auflösung begriffen sei. Es läge nun an den Teilrepubliken, eine neue Form des Zusammenhaltes zu finden. Die EG-Außenministertagung in Brüssel verabschiedete am 16. Dezember Richtlinien für die Anerkennung neuer Staaten in Osteuropa und der Sowjetunion und eine Erklärung zu Jugoslawien. Alle Republiken, die dies bis zum 23. Dezember 1991 beantragten und die EG-Bedingungen akzeptierten, würden bis zum 15. Januar 1992 als unabhängige Staaten anerkannt. Bosnien-Herzegowina beantragte seine Anerkennung durch die EG am 23. Dezember.

### 1992

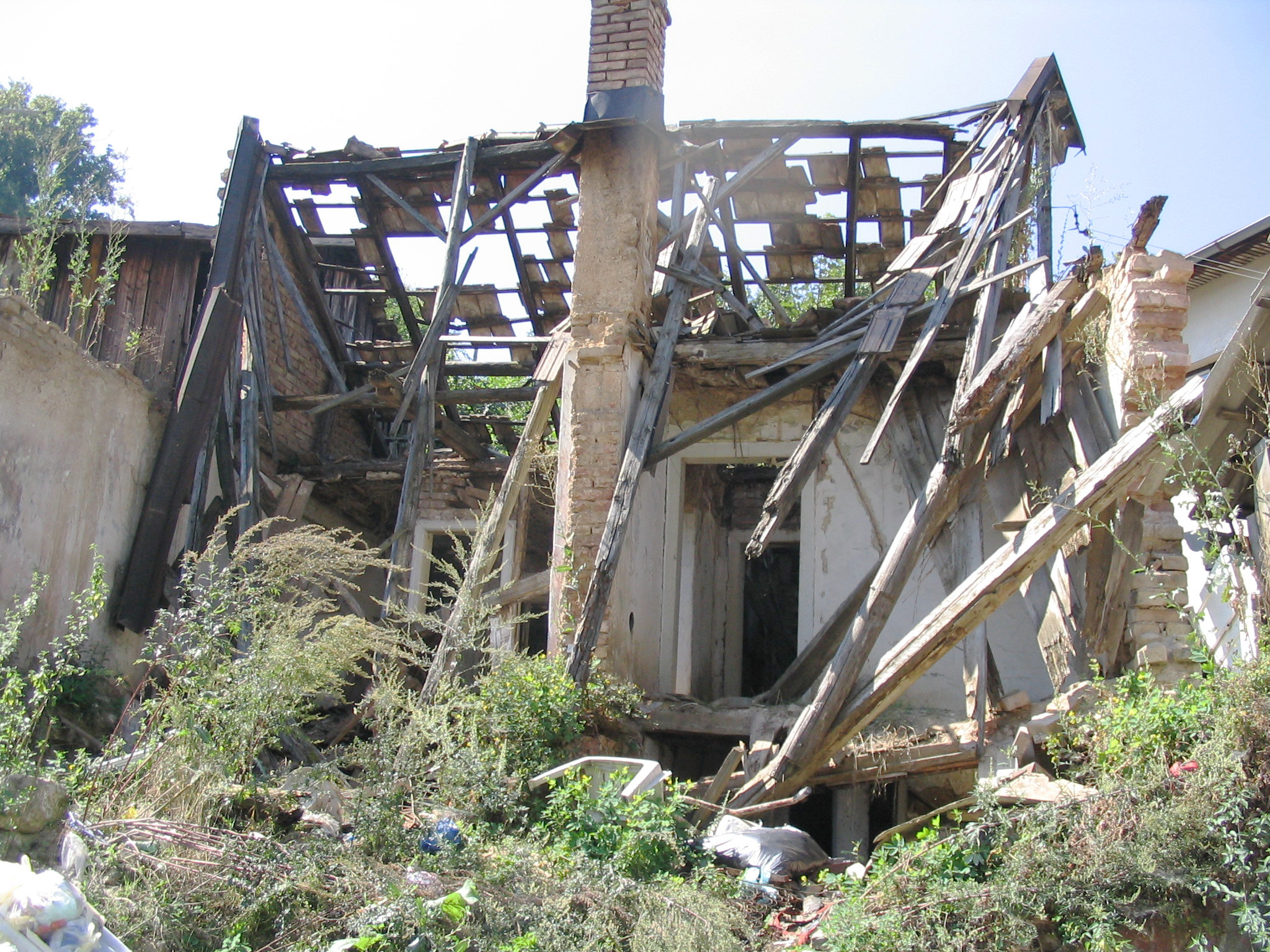
Die Zerstörung ziviler Objekte wurde immer häufiger

Am 9. Januar proklamierte die separate serbische Volksvertretung in Bosnien die Srpska Republika Bosna i Hercegovina, die sich am 28. Februar als Teilstaat der Bundesrepublik Jugoslawien konstituierte und die Kontrolle über alle serbischen Gemeinschaften in Bosnien beanspruchte.
Nach dem Referendum über die Unabhängigkeit am 29. Februar und 1. März brachen schwere Unruhen aus. Ein großer Teil der serbischen Volksgruppe boykottierte die Wahl; zwei Drittel aller Wahlberechtigten und 99 Prozent der Wähler sprachen sich für die Unabhängigkeit aus.
Am 1. März ermordete der Muslim Ramiz Delalić, ein Kommandant der bosnischen Armee, den serbischen Hochzeitsgast Nikola Gardović und verwundete den orthodoxen Priester Radenko Mirović. Die Hochzeit fand in Sarajevo statt. Delalić gab als Motiv an, er hätte sich durch die serbische Flagge provoziert gefühlt, welche bei der Hochzeit von Gästen geschwenkt wurde. Der Mord erschütterte die serbischen Gemeinden in Bosnien und Herzegowina. Ein Sprecher der serbischen SDS nutzte den Mord als Beweis dafür, dass die Serben unter einer bosnisch-muslimischen Führung nicht sicher seien.
Die EG und die USA reagierten mit der diplomatischen Anerkennung von Bosnien und Herzegowina und hofften, so einen großen Balkankonflikt verhindern zu können. Nachdem die jugoslawischen Streitkräfte Bosnien nicht verließen, wurden sie im Mai vom bosnischen Staatspräsidium zu Besatzungstruppen erklärt.
Im April eskalierten die Gefechte zwischen den von Radovan Karadžić geführten bosnischen Serben und der Jugoslawischen Volksarmee auf der einen Seite sowie der von Kroaten und Bosniaken gebildeten bosnischen Miliz auf der anderen Seite. In der Nacht vom 4. auf den 5. April begann die fast vierjährige Belagerung von Sarajevo.
Während der Monate April und Mai 1992 brachen schwere Kämpfe im Osten und Nordwesten des Landes aus. Die Armee der bosnischen Serben besetzte während dieser drei Monate etwa 70 Prozent des Landes und versuchte zum Teil, die nichtserbische Bevölkerung zu vertreiben. Dieser militärische Erfolg war vor allem eine Folge der besseren Bewaffnung und Organisationsstruktur der bosnischen Serben.
Am 27. April trafen Radovan Karadžić und der Anführer der bosnischen Kroaten Mate Boban in Graz ein Abkommen über die Begrenzung der Feindseligkeiten zwischen Serben und Kroaten zum Zweck der Aufteilung Bosnien-Herzegowinas.
Im Juni wurde in Bosnien der Kriegszustand ausgerufen. Das Mandat der Anfang 1992 zur Kontrolle des Waffenstillstands in Kroatien ins Leben gerufenen UNPROFOR wurde um die Kontrolle des Flughafens Sarajevo erweitert. Im Sommer 1992 begannen die serbischen Einheiten mit ethnischen Säuberungen bei der bosniakischen Bevölkerung in Teilen Bosnien-Herzegowinas und die bosniakischen Milizen mit ethnischen Säuberungen in den serbisch besiedelten Gebieten. Erste Internierungslager wurden eingerichtet.
Der Reporter Roy Gutman berichtete in der amerikanischen Zeitung Newsday vom 2. August erstmals über Massenmorde in von bosnischen Serben betriebenen Internierungslagern, insbesondere Omarska, Keraterm, Trnopolje, Manjača (alle in der Umgebung der Stadt Prijedor). Der Sprecher des internationalen Komitees vom Roten Kreuz ließ verlauten, dass alle drei Konfliktparteien in Bosnien-Herzegowina Internierungslager eingerichtet hätten, Kroaten und Bosniaken beispielsweise in Čelebići, Slavonski Brod und das Lager Dretelj.
In der Nacht zum 25. August wurde die Nationalbibliothek von Bosnien und Herzegowina in Sarajevo von der Artillerie der bosnischen Serben in Brand geschossen. 90 Prozent des Bestandes von eineinhalb bis zwei Millionen Büchern verbrannte. Die Asche ging stundenlang auf die Stadt nieder. Die Bibliothek galt als eine der bestausgestatteten Südeuropas.
Im September wurde das Mandat der UNPROFOR erneut erweitert und beinhaltete nun auch die Sicherstellung der humanitären Versorgung in ganz Bosnien, schloss jedoch ein militärisches Eingreifen weiterhin aus. Am 9. Oktober wurde durch den UN-Sicherheitsrat ein Verbot für militärische Flüge über Bosnien verhängt.(Resolution 781 des UN-Sicherheitsrats)

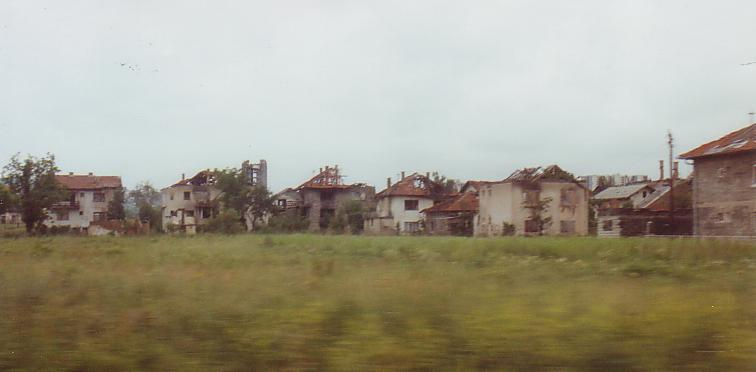
Zerstörte Häuser in der Nähe des Flughafens von Sarajevo in Bosnien-Herzegowina

Die Kämpfe wurden vor allem in Gebieten mit unsicheren Bevölkerungsmehrheiten geführt, so z. B. in Doboj, Foča, Rogatica, Vlasenica, Bratunac, Zvornik, Prijedor, Sanski Most, Ključ, Brčko, Derventa, Modriča, Bosanska Krupa, Bosanski Brod, Bosanski Novi, Glamoč, Bosanski Petrovac, Bijeljina, Višegrad und Teilen von Sarajevo. In diesen Gebieten kam es zu so genannten ethnischen Säuberungen und Massakern.
Aus einigen Gebieten mit serbischer Bevölkerungsmehrheit wie beispielsweise Banja Luka, Bosanska Dubica, Bosanska Gradiška, Bileća, Gacko, Han Pijesak, Kalinovik, Nevesinje, Trebinje, Rudo wurden nahezu sämtliche Bosniaken und Kroaten vertrieben.
Ähnliches geschah auch in Zentralbosnien (Sarajevo, Zenica, Maglaj, Zavidovići, Bugojno, Mostar, Konjic etc.), von wo Serben vertrieben wurden.
Im Umfeld der Vertreibungen in der Gemeinde Rudo entführten Paramilitärs unter dem Kommando von Milan Lukić am 22. Oktober 1992 in Mioče zwischen Sjeverin und Priboj 16 jugoslawische Staatsbürger muslimischer Nationalität und ermordeten sie später in der Nähe von Višegrad. Dabei handelte es sich um den bis dahin größten Übergriff auf Staatsangehörige der Nachbarstaaten im Zusammenhang mit dem Bosnienkrieg.

### 1993
Anfang Januar 1993 legten die beiden Vorsitzenden der Genfer Jugoslawienkonferenz einen Verfassungsrahmen für Bosnien und Herzegowina mit beigefügter Landkarte vor (Vance-Owen-Plan). Nach dem Plan sollte Bosnien ein dezentralisierter Staat werden, in dem die meisten Regierungsfunktionen von 10 weitgehend autonomen Kantonen ausgeübt wurden. Höchstes Staatsorgan sollte eine Präsidentschaft sein, die aus je drei Vertretern der großen Volksgruppen bestand. Alle Konfliktparteien stimmten zunächst zu, erhoben jedoch Einwände zum Grenzverlauf der einzelnen Provinzen. Ende Januar wurden die Verhandlungen ohne Ergebnis vertagt.
Kroatische Verbände eroberten unterdessen strategisch wichtige Positionen in serbisch gehaltenem Territorium Kroatiens, so den Flughafen Zemunik bei Zadar, die Maslenica-Brücke und den Peruča-Staudamm. Bosniakische Kräfte unternahmen eine Offensive, um die Verbindung Pale – Belgrad zu unterbrechen. Am 8. Januar wurde der stellvertretende bosnische Premierminister Hakija Turajlić in Sarajevo erschossen. Bosnische Serben hatten an diesem Tag einen von französischen Soldaten bewachten UN-Konvoi auf dem Weg vom Flughafen zum Regierungssitz gestoppt. Nachdem ein französischer Offizier die Tür seines gepanzerten Wagens öffnete, erschoss ein serbischer Soldat Turajlić aus nächster Nähe.
Die französischen Soldaten erwiderten weder das Feuer noch riefen sie in der Nähe stationierte UN-Soldaten zur Verstärkung herbei. Der Mord an Turajlić belastete die Beziehungen zwischen der bosnischen Regierung und der UNPROFOR und ließ in der Folge die Friedensgespräche in Genf scheitern.
Anfang Februar weitete die kroatische Armee ihre Einsätze auch auf das Hinterland von Split aus. Vance und Owen setzten ihre diplomatischen Bemühungen fort, für ihren Plan die Zustimmung aller drei Parteien zu erhalten. US-Außenminister Christopher erwog eine Verschärfung der Sanktionen gegen Serbien und sprach sich für die militärische Überwachung des Flugverbotes aus. Der Stadtrat von Sarajevo stoppte die Verteilung von Hilfsgütern, um gegen das Aushungern der Enklaven in Ostbosnien zu protestieren. Der UN-Sicherheitsrat beschloss die Einsetzung eines internationalen Tribunals zur strafrechtlichen Verfolgung von Personen, die für schwere Verletzungen der internationalen Menschenrechte auf dem Gebiet des früheren Jugoslawien verantwortlich sind (Resolution 808). Am 25. Februar 1993 kündigte der neue US-Präsident Clinton humanitäre Hilfe für Menschen in Ostbosnien an (Abwurf von Lebensmitteln und Medikamenten für die eingeschlossene Bevölkerung). Am 28. März 1993 begannen von der Rhein-Main Air Base in Frankfurt am Main US-amerikanische Transportflugzeuge vom Typ C-130 Hercules und französische und deutsche Transportflugzeuge vom Typ Transall C-160 mit dem Abwurf von Hilfsgütern über Ostbosnien.
Im März begingen serbische Kräfte in Ostbosnien neue Massenvertreibungen. 20.000 Menschen flohen aus Cerska nach Tuzla. Weitere Kämpfe fanden um Bratunac, Goražde und Srebrenica statt. Serben nahmen zwölf britische UN-Soldaten bei Konjević Polje als Geiseln. Bosnien-Herzegowina erhob vor dem Internationalen Gerichtshof (IGH) in Den Haag wegen Völkermords Klage gegen die Bundesrepublik Jugoslawien. Der bosnische Präsident Alija Izetbegović unterschrieb den Vance-Owen-Plan. Damit lehnte nur noch der Serbenführer Radovan Karadžić den Gesamtplan ab.
Bis zum Juni kam es weiterhin zu mehreren bewaffneten Auseinandersetzungen zwischen bosnischen Kroaten und Bosniaken in Zentralbosnien. Auch in und um Mostar gab es über Monate hinweg heftige Kämpfe zwischen Kroaten und Bosniaken.
Am 31. März 1993 verabschiedete der UN-Sicherheitsrat Resolution 816. Danach erzwangen NATO-Kampfflugzeuge in der Operation Deny Flight das seit 9. Oktober 1992 geltende Flugverbot über Bosnien-Herzegowina. Die Streitkräfte der bosnischen Serben isolierten die ostbosnische Stadt Srebrenica. Der UN-Sicherheitsrat erklärte die Stadt zur Schutzzone. Das Parlament der bosnischen Serben lehnte den Vance-Owen-Plan ab und bezeichnete die vorgesehenen Grenzen der zehn Kantone als unannehmbar. Später zog Izetbegović seine Unterstützung des Plans zurück. Kroatische Streitkräfte unter Tihomir Blaškić griffen bosniakische Gemeinden im zentralbosnischen Lašva-Tal an und vertrieben und ermordeten Teile der Zivilbevölkerung. Der Internationale Gerichtshof forderte die Bundesrepublik Jugoslawien auf, Maßnahmen gegen den Völkermord zu ergreifen. Nach monatelangen Kämpfen kapitulierten die Bosniaken in Srebrenica vor den serbischen Truppen. Das UNO-Flüchtlingskommissariat bereitete sich auf die Evakuierung von 30.000 Menschen vor.
Der UN-Sicherheitsrat erklärte im Mai Bihać, Goražde, Sarajevo, Srebrenica, Tuzla und Žepa zu Schutzzonen. Das UNO-Flüchtlingshilfswerk erhob schwere Vorwürfe gegen die Führung der bosnischen Kroaten wegen der Behandlung bosniakischer Zivilisten in einem Gefangenenlager bei Mostar.
Serben und Kroaten gingen im Juli in Zentralbosnien zeitweise gemeinsam gegen bosniakische Kräfte vor. Bei Gornji Vakuf und Bugojno kämpften Bosniaken gegen bosnische Kroaten.
Am 2. August 1993 entschied der Nordatlantikrat, die Maßnahmen im Rahmen der Operation Deny Flight auch auf Luftangriffe auszuweiten, mit dem Ziel, die Zivilbevölkerung gegen die dort vorherrschende Unterdrückung und Gewalt zu schützen.
Die Zersplitterung der Kriegsparteien schritt im September des Jahres fort. Es gab Kämpfe zwischen Bosniaken und Kroaten bei Gornji Vakuf und Kiseljak, von Serben gegen Kroaten und Bosniaken in Mostar. Fikret Abdić rief nördlich von Bihać eine autonome bosniakische Provinz aus, die sich der Kontrolle durch die Regierung in Sarajevo entzog. Er wurde dabei durch Rote Barette des serbischen Innenministeriums unterstützt. Es kam zu Kämpfen zwischen Truppen unter Abdić und bosnischen Regierungstruppen.
Am 9. November wurde die Alte Brücke von Mostar durch Granatenbeschuss gezielt zerstört. Am 17. November fand die erste Sitzung des ICTY in Den Haag statt.

### 1994

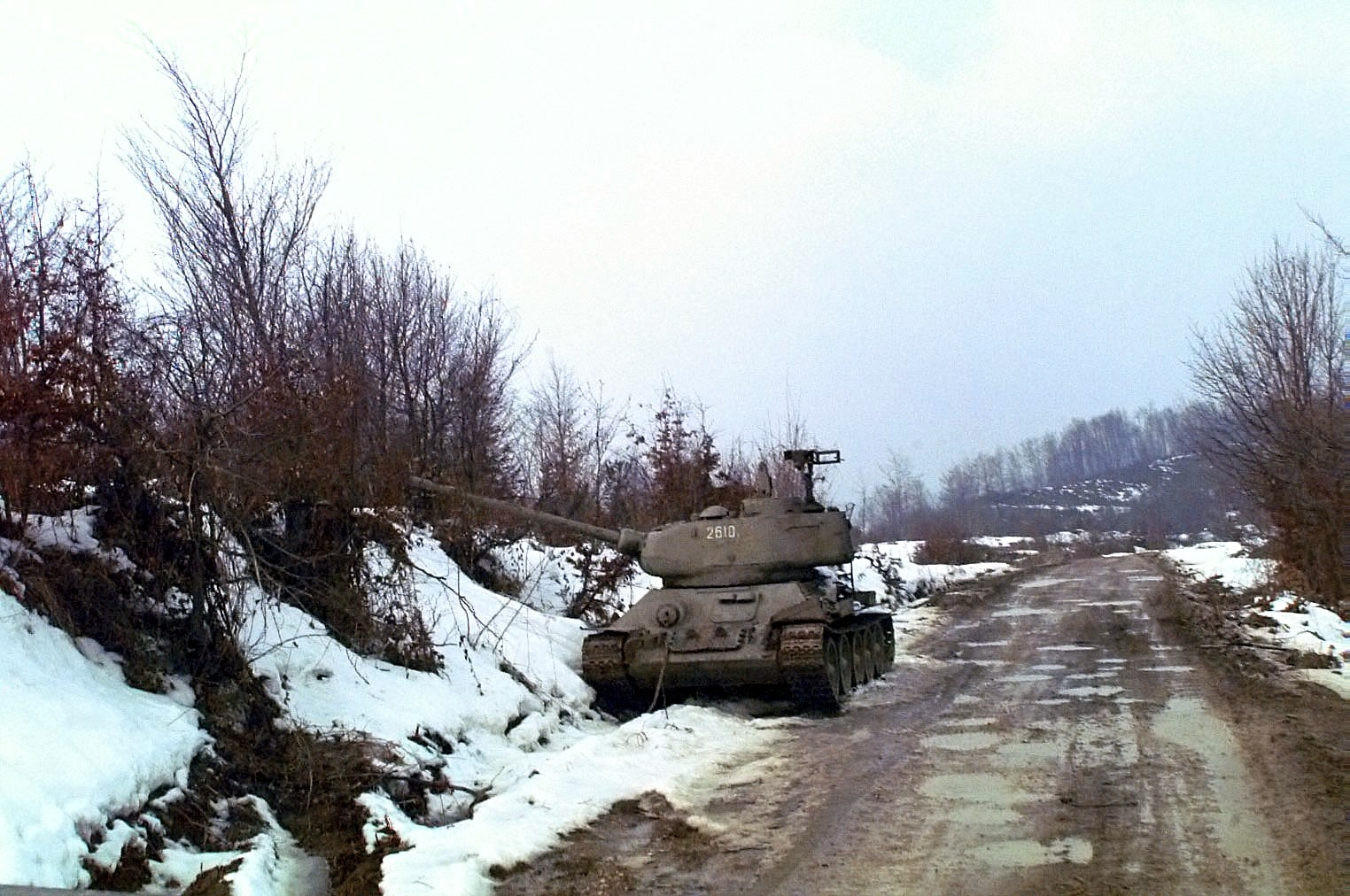
Ein veralteter serbischer Panzer vom Typ T-34 im Februar 1996

Im Februar 1994 erfolgte in der Republika Srpska die Generalmobilmachung. In der Republik Herceg-Bosna wurde die HVO durch die Kroatische Armee (HV) mit ca. 4.000 Soldaten aus Kroatien direkt unterstützt. 400 russische UN-Soldaten trafen in Pale ein. Am 8. Februar schossen US-Kampfflugzeuge vom Typ F-16 vier serbische Kampfflugzeuge ab, die das Flugverbot über Novi Travnik missachtet hatten. Zu ersten Luftkämpfen kam es am 28. Februar. Ein Frühwarnflugzeug (AWACS) Typ Boeing E-3 C Sentry entdeckte die Radarsignaturen von unbekannten und unautorisierten Flugzeugen südlich der Stadt Banja Luka und wies zwei US-amerikanischen F-16 Kampfflugzeugen den Weg zu den Eindringlingen, welche als serbische Kampfflugzeuge identifiziert und von den F-16 erfolgreich abgefangen und zum Abdrehen aufgefordert wurden. Als die serbischen Maschinen mit Bombenabwürfen begannen, statt den Anweisungen zu folgen, wurden drei der sechs Eindringlinge von den NATO-Flugzeugen abgeschossen. Ein zweites Paar F-16 schoss ein viertes Flugzeug ab, die beiden anderen Serben entkamen und verließen die Flugverbotszone. Jedoch wurde nur wenige Tage später, am 8. März, ein spanisches Transportflugzeug vom Typ CASA C 212 beschossen und musste notlanden, wobei vier Personen an Bord verletzt wurden.
Truppen der VRS rückten im März in die Schutzzone von Sarajevo ein. In Žepče wurden britische UN-Truppen durch Serben beschossen. Französische UN-Truppen erwiderten serbisches Feuer. Die Regierungen Kroatiens (Franjo Tuđman) und Bosnien-Herzegowinas (Alija Izetbegović) unterzeichneten das Washingtoner Abkommen zur Gründung der Bosnisch-Kroatischen Föderation in Bosnien und Herzegowina, um die Feindseligkeiten zwischen bosnischen Kroaten und Bosniaken zu beenden und die Föderation Bosnien und Herzegowina zu begründen. HVO und ARBiH zogen schwere Geschütze aus Zentralbosnien zurück. Bei Maglaj (bosniakische Enklave) kam es zu Gefechten zwischen britischen UN-Truppen und Serben.
Am 22. April wurde die Entscheidung gefällt, ähnlich wie um Sarajevo, Schutzzonen um die Städte Bihać, Srebrenica, Tuzla und Žepa zu errichten, falls von dort schwere Waffen abgefeuert werden sollten.
Nach einer verstärkten serbischen Offensive mit gepanzerten Kräften auf Goražde und einem vorausgegangenen Ultimatum griff die NATO erstmals Bodenziele an. Nahe Goražde und Banja Luka wurden 58 UN-Militärbeobachter von Serben festgehalten. Die UN hatten Luftangriffe der NATO abgelehnt.
Den Mai über kam es zu Kämpfen um Brčko, Bihać, Tuzla, Zavidovići, Doboj und Tesanj. In Bihać kämpften die beiden bosniakischen Kriegsparteien gegeneinander. Dabei wurde Fikret Abdić durch die Artillerie der Krajina-Serben unterstützt. Schwere Artilleriegefechte wurden um Gračanica, Gradačac und Doboj ausgetragen.
Am 5. August fanden wiederum Kämpfe in der Schutzzone um Sarajevo statt. Die bosnischen Serben hatten trotz des weiterhin bestehenden Verbots schwere Waffen (darunter auch Flakpanzer) in die Region gebracht und aus UN-Lagern gestohlen, welche daraufhin von NATO-Flugzeugen (u. a. vom Typ A-10) zerstört bzw. kurze Zeit später an die UN zurückgeben wurden. Dies reichte, damit die Serben die Waffen wieder abzogen. Jedoch wurde nur knapp einen Monat später wiederum bei Sarajevo ein französischer Truppentransport attackiert, ein darauf folgender Luftangriff zerstörte einen serbischen Panzer innerhalb der Schutzzone. Velika Kladuša wurde durch bosniakische Truppen erobert. Serben vertrieben Hunderte Bosniaken aus Bijeljina.
Die bosnische Regierungsarmee ging im Oktober nach Siegen über Abdić-Truppen in Westbosnien gemeinsam mit bosnisch-kroatischen Einheiten gegen serbische Kräfte um Bihać vor. Drei dänische Panzer eröffneten bei Gradačac das Feuer auf serbische Panzer. UN und NATO einigten sich über Bedingungen für Luftangriffe.
Im November wurden auch Flugfelder unter Beschuss genommen. So wurde der von Serben gehaltene Flughafen Udbina in Kroatien am 21. November durch 30 NATO-Flugzeuge innerhalb von vier Stunden zerstört, nachdem von dort Angriffe auf UNPROFOR-Truppen nahe Bihać geflogen worden waren. Auch UN-Feuerwehrpersonal wurde mit Maschinengewehren in Sarajevo beschossen. Französische Truppen antworteten mit Schüssen auf das serbisch kontrollierte Viertel Grbavica in Sarajevo. Truppen der Autonomen Provinz Westbosnien (Abdić-Truppen) rückten in Velika Kladuša ein. VRS-Einheiten nahmen erneut UN-Personal als Geiseln. Am 23. November wurde das erste Mal im Verlauf des Krieges auch ein AWACS der NATO vom Radar von Flugabwehrraketen beleuchtet, so dass Eskorten die Radarstationen Otoka und Dvor mit Anti-Radar-Raketen vom Typ AGM-88 HARM vernichteten.
Im Dezember zeigte sich, dass UN-Mitarbeiter von Serben als menschliche Schutzschilde gegen NATO-Angriffe eingesetzt wurden. Tuzla wurde weiterhin durch serbische Artillerie angegriffen.

### 1995
In der Region Bihać kam es im Januar 1995 verstärkt zu Kampfhandlungen. VRS-Truppen setzten an verschiedenen Orten Kroaten und Bosniaken als menschliche Schutzschilde ein. Bosnische Regierungstruppen blockierten bei Tuzla tausend UN-Soldaten. Artillerie der ARBiH beschoss Donji Vakuf. Abdić-Truppen und Serben stießen in das Gebiet südlich von Velika Kladuša vor, serbische Panzer über kroatisches Gebiet nach Bihać. 75 UN-Soldaten des 3. Niederländischen luftbeweglichen Bataillons wurden nach dem Einschluss Srebrenicas durch serbische Kräfte festgesetzt.
Im März waren in Sarajevo weiterhin Scharfschützen aktiv. Um Travnik, Priboj, Jablanica und Lukavica fanden Gefechte statt. Die ARBiH rückte in das Gebiet um Stolice ein. UN-Berichte stellten systematische Vergewaltigungen fest. Bei Tuzla kam es zu einer bosniakischen Offensive. Bei Majevac wurden niederländische UN-Soldaten durch Artilleriefeuer getötet.
Die bosniakische Enklave Bihać wurde im April wiederholt von Serben angegriffen. Serben kontrollierten den Berg Vlašić nahe Travnik sowie den Zugang nach Donji Vakuf und Jajce. Die NATO zeigte Luftpräsenz über Sarajevo und Goražde. Bosnische Serben vertrieben Bosniaken aus ihrer Heimat in Nordost-Bosnien. Die ARBiH gewann südlich von Bihać Gelände in Richtung Kulen Vakuf. Bei Brčko fanden schwere Kämpfe statt.
Im Mai begann die kroatische Militäroperation Bljesak (Blitz) mit Luftangriffen auf die Hauptverbindung über die Save zwischen Kroatien und Bosnien. Einheiten der bosnischen Serben transportierten schwere Waffen aus einem Waffendepot der UNO ab. Das UNO-Kommando forderte die sofortige Rückgabe der Waffen. Die gesetzte Frist wurde von den Serben ignoriert. Die NATO unternahm Luftangriffe auf serbische Stellungen bei Pale. Daraufhin nahmen bosnische Serben Ende Mai mehr als 300 ausländische Geiseln, ketteten sie teilweise an taktischen Positionen an und stellten sie zur Schau. Von serbischer Seite wurde die Wasser-, Strom- und Gasversorgung von Sarajevo gekappt. Britische, französische und US-Marineeinheiten wurden in der Adria stationiert.
Am 2. Juni 1995 verloren die NATO-Streitkräfte eine F-16 über Westbosnien. Der Pilot Scott O’Grady konnte am 9. Juni von US-Marines gerettet werden.
Im Juni beschlossen die EU und die NATO die Gründung einer Schnellen Eingreiftruppe (Rapid Reaction Force). Um Sarajevo wurde verstärkt gekämpft. 388 Geiseln der serbischen Kräfte wurden freigelassen. Bosnische Regierungstruppen blockierten 600 kanadische UN-Soldaten in Visoko.
Die serbischen Truppen griffen im Juli erneut die seit drei Jahren belagerte und in der UN-Schutzzone gelegene Stadt Srebrenica an. Die gesamte muslimische Bevölkerung von Srebrenica und Potočari wurde ausgesondert und entweder mit Bussen deportiert (weibliche Bewohner und Kinder) oder umgebracht (zumeist männliche Bevölkerung), sofern sie nicht entkommen konnten. Unter den Augen meist niederländischer UN-Soldaten verübten sie ein Massaker mit mehr als 8.000 vorwiegend männlichen Todesopfern. Am 14. Juli entdeckten die UN-Soldaten auf ihren Erkundungsgängen in der Stadt Srebrenica nicht einen lebenden Bosniaken. Zuvor lebten in dem mit Flüchtlingen überfüllten Ort 50.000 bis 60.000 Menschen.
Auch die UN-Schutzzone Žepa war von einem serbischen Großangriff betroffen; dort wurden ukrainische UN-Soldaten als Geiseln genommen. Die Stadt fiel am 25. Juli. Im Westen von Bihać gewannen bosnische und Krajina-Serben große Gebiete. Kroatien entsandte mehrere tausend Soldaten der HV nach Bosnien.

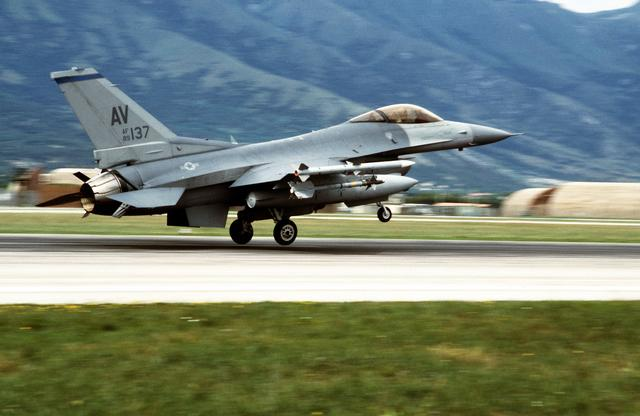
F-16 der US-Luftwaffe während „Deliberate Force“

Auch im Juli und August flog die NATO weitere Angriffe auf von den UN-Truppen identifizierte Ziele, unter anderem auf Bodenziele bei Srebrenica am 11. Juli und auf Radar- und SAM-Stellungen (Surface-to-air-missile) bei Knin sowie Udbina am 4. August.
Im August startete die HV die Militäroperation Oluja (Sturm) gegen die Republika Srpska Krajina. Die Belagerung der Enklave Bihać wurde so knapp vor einer humanitären Katastrophe beendet. Am 4. August 1995 befahl Milan Martić die Evakuierung der serbischen Bevölkerung aus den Gebieten der RSK durch das serbische Verteidigungsministerium. Zwischen 150.000–200.000 
Serben flohen nach Banja Luka und in die Vojvodina. Zur Unterstützung der HV rückten Einheiten der ARBiH und der HVO nach Kroatien ein. Serben vertrieben bosnische Kroaten aus Banja Luka. Der Markale-Markt in Sarajevo wurde am 28. August mit Granaten beschossen, dabei starben 37 Menschen. Der damalige UNPROFOR-Kommandeur für Bosnien, General Rupert Smith, schrieb in seinem Bericht an den UN-Sicherheitsrat, die Granaten seien zweifelsfrei aus von der VRS gehaltenem Gebiet abgefeuert worden.

Als Reaktion begann die NATO am 30. August die Operation Deliberate Force. Kampfflugzeuge mehrerer NATO-Staaten griffen serbische Stellungen, Munitionsfabriken und Depots an, unter anderem bei Tuzla, Goražde, Stolice, am Berg Majevica und nahe Mostar. An der Luftoperation nahmen acht Nationen teil; sie flogen bis zum 14. September 1995 über 3.500 Einsätze. US-Kriegsschiffe feuerten 13 BGM-109 Tomahawk-Marschflugkörper ab und zerstörten das Hauptquartier der Bosnisch-Serbischen Armee in der Nähe von Banja Luka. Die Rapid Reaction Force beschoss serbische Stellungen mit Artillerie. Am 30. August 1995 wurde ein französisches Kampfflugzeug vom Typ Dassault Mirage 2000K nahe Pale durch eine Luftabwehrrakete abgeschossen; die Piloten retteten sich. Während der NATO-Luftangriffe wurden 1026 Bomben abgeworfen und 386 feindliche Ziele bekämpft.
Der luft- und seegestützte Beschuss u. a. von bosnisch-serbischen Flugabwehrstellungen und militärischer Infrastruktur durch NATO-Streitkräfte wurde im September bis zum serbischen Rückzug aus der Sicherheitszone um Sarajevo fortgesetzt. Kroatische Truppen unter General Ante Gotovina nahmen Donji Vakuf, Jajce, Šipovo und Mrkonjić Grad ein, woraufhin ca. 40.000 Menschen von dort nach Banja Luka flohen. Serbische Gegenangriffe trafen Prijedor und Sanski Most.
Die HV, HVO und ARBiH rückten im Oktober in Richtung Banja Luka vor. Die serbische Freiwilligengarde vertrieb mehrere Tausend Bosniaken und Kroaten aus Prijedor und Bosanski Novi. Die ARBiH eroberte Sanski Most zurück und griff Prijedor an. 40.000 Serben wurden vertrieben und ein Teil der Flüchtlinge mit Artillerie beschossen. Daraufhin wurden aus Banja Luka erneut Kroaten und Bosniaken vertrieben. Im belagerten Goražde wurden 60.000 Menschen (u. a. Flüchtlinge aus Žepa und Srebrenica) eingeschlossen.
Zwischen April 1992 und Mai 1994 wurden 77 Waffenstillstände gebrochen. Die schnelle Eingreiftruppe der NATO begann am 30. August ihre Luftangriffe auf die bosnischen Serben. Zahlreiche Faktoren führten schließlich zum Einlenken der serbischen Seite. Am 10. Oktober trat ein Waffenstillstand für 60 Tage in Kraft.
Am 21. November 1995 wurde der Krieg mit der Annahme des Vertrages von Dayton beendet. Das Abkommen wurde formell am 14. Dezember in Paris unterzeichnet.
Ab Dezember wurden die UNPROFOR-Blauhelme durch eine Implementation Force (IFOR) unter dem Kommando der NATO ersetzt.

### Entwicklung nach Kriegsende
Am 29. Februar 1996 endete offiziell die fast vierjährige Belagerung von Sarajevo durch serbische Truppen. Die IFOR wurde nach Erfüllung ihres Auftrages durch die Stabilization Force (SFOR) ersetzt.
2004 löste die European Union Force (EUFOR/ALTHEA) unter Führung der Europäischen Union die NATO-geführte SFOR ab.

## Opferzahlen

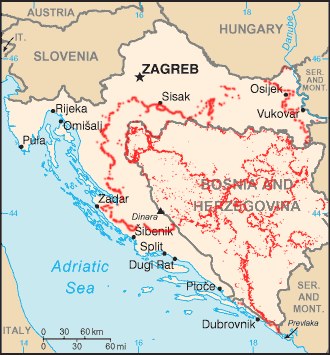
Minenfelder in Kroatien und Bosnien-Herzegowina nach den Kriegen der 1990er Jahre

Früheren Schätzungen zufolge forderte der Bosnien-Krieg zwischen 200.000 und 300.000 Todesopfer, allerdings neigten alle Kriegsparteien vor allem während des Konfliktes zu Übertreibungen, die offen von UN-Beobachtern kritisiert wurden.
Das bosnische Untersuchungs- und Dokumentationszentrums IDC hat 2007 die Zahl von 97.207 Toten ermittelt.
60 Prozent der Opfer waren den Angaben zufolge Soldaten, 40 Prozent Zivilpersonen. 65 Prozent der getöteten Soldaten waren Bosniaken, 25 Prozent Serben und 8 Prozent Kroaten. Unter den getöteten Zivilisten waren 83 Prozent Bosniaken, 10 Prozent Serben, und 5 Prozent Kroaten. Ewa Tabeu von der demographischen Abteilung beim Haager Kriegsverbrechertribunal betonte, dass es sich hierbei um Minimal-Annahmen handele.
Etwa 2,2 Millionen Menschen flohen oder wurden vertrieben, sowohl innerhalb des Landes als auch ins Ausland. Ein Teil von ihnen kehrte nach dem Krieg zurück.
Auch viele Jahre nach Kriegsende sterben noch Menschen an Kriegsfolgen. Seit 1996 starben über 600 Menschen durch das Explodieren von Landminen; weitere 1100 wurden verletzt.

## Reaktion der internationalen Gemeinschaft

### Internationale Kritik an der UN
Heftige internationale Kritik gab es nach dem Massaker von Srebrenica im Juli 1995. Die Vereinten Nationen hatten es nicht geschafft, die Zivilbevölkerung durch die UNPROFOR-Mission zu schützen. Am 11. Juli 1995 wurde Srebrenica von serbischen Truppen unter dem Kommando von General Ratko Mladić eingenommen. Die UN-Schutztruppen leisteten keinen Widerstand. Auf die Stürmung der Stadt folgte das schwerste Massaker des Bosnienkrieges, bei dem vermutet wird, dass etwa 8.000 Bosniaken ermordet worden sind, vor allem Männer und Jungen im wehrfähigen Alter.
Im November 2007 hat ein niederländisches Gericht die Immunität der Vereinten Nationen infrage gestellt und einem Prozess gegen die Weltorganisation zugestimmt. Die Klage wurde im Juni von einer Vereinigung der Hinterbliebenen von Opfern des Massakers von Srebrenica eingereicht. Sie werfen der Weltorganisation vor, im Sommer 1995 nicht das von bosnisch-serbischen Truppen in der bosniakischen Enklave angerichtete Massaker verhindert zu haben. Die Klage bezieht sich auch auf die Niederlande, da die Enklave Srebrenica unter dem Schutz einer niederländischen Einheit der Vereinten Nationen stand.
In seinem Urteil am 10. Juli 2008 billigte das Gericht den Vereinten Nationen jedoch Immunität zu. Dieser Schutz vor jeder gerichtlichen Verfolgung ergebe sich aus völkerrechtlichen Bestimmungen. Staatliche Gerichte könnten sich daher nicht mit Klagen gegen die UN befassen. Die Anwälte der Opferrechtsorganisation Mütter von Srebrenica kündigten Berufung gegen die Entscheidung an. Im September 2008 lehnte das Gericht eine weitere Klage von Hinterbliebenen gegen den niederländischen Staat ab. Dieser könne nicht für Taten verklagt werden, die niederländische Soldaten begangen oder unterlassen hätten, als diese unter UN-Befehlen standen. Die Hinterbliebenen haben auch gegen dieses Urteil Revision angekündigt.
Der Internationale Gerichtshof (IGH) hatte im Februar 2007 in seiner Entscheidung über die Schadenersatzklage Bosniens gegen Serbien das Massaker von Srebrenica als Genozid eingestuft. Das Urteil des IGH Ende Februar 2007 bezog sich auf Serbien als einen der Rechtsnachfolger Jugoslawiens: dabei kam der Gerichtshof zu dem Ergebnis, dass Serbien keine direkte Verantwortung trage für die Verbrechen, die im Bosnienkrieg begangen wurden. Aus diesem Grund könne es nicht zu Entschädigungszahlungen herangezogen werden.
In seiner Bewertung des Massakers als Völkermord bestätigte der Gerichtshof in dieser Hinsicht die Urteile des Kriegsverbrechertribunals. Serbien müsse sich nach dem Urteil des Gerichtshofs zudem eine indirekte Mitverantwortung für die Geschehnisse zurechnen lassen, denn es habe nicht alle seine Möglichkeiten genutzt, um Kriegsverbrechen und Völkermord zu unterbinden. Auf dem Balkan fiel die Reaktion auf das Urteil unterschiedlich aus, insbesondere auf die Entscheidung, mit Ausnahme des Massakers von Srebrenica liege kein Fall von Völkermord vor.

## Kriegsverbrechen

### Ethnische Säuberungen

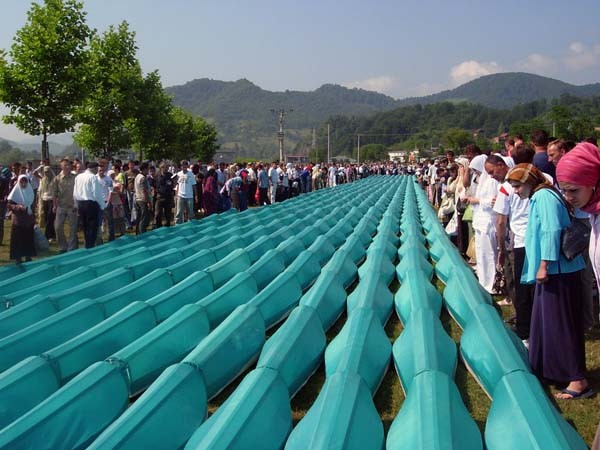
Begräbnis von 505 identifizierten Opfern des Massakers von Srebrenica

Alle drei Parteien im Krieg verübten in unterschiedlichen Ausmaße ethnische Säuberungen und Kriegsverbrechen. Der Sonderberichterstatter der Vereinten Nationen (UNO), Tadeusz Mazowiecki, ging davon aus, dass serbische Truppen 80 Prozent aller Kriegsverbrechen in Bosnien-Herzegowina begangen haben. Die CIA behauptete in einem geheimen, von der New York Times am 9. März 1995 veröffentlichten Bericht, die serbische Seite hätte 90 Prozent der Morde begangen.
Der kanadische General David Fraser, der während des Krieges als stellvertretender Kommandeur der UNPROFOR diente, äußerte im Jahre 2007 vor dem Kriegsverbrechertribunal, dass bosnische Einheiten, vermutlich Mudschahedin, bewusst Bosnier getötet hätten, um die Aufmerksamkeit der Medien zu erlangen.
Gleichfalls hat sich der französische General Philippe Morillon, von 1992 bis 1993 Kommandant der UNPROFOR, negativ über die Bereitschaft der bosnischen Armee geäußert, zivile Verluste in Kauf zu nehmen, um das Medieninteresse zu erlangen.

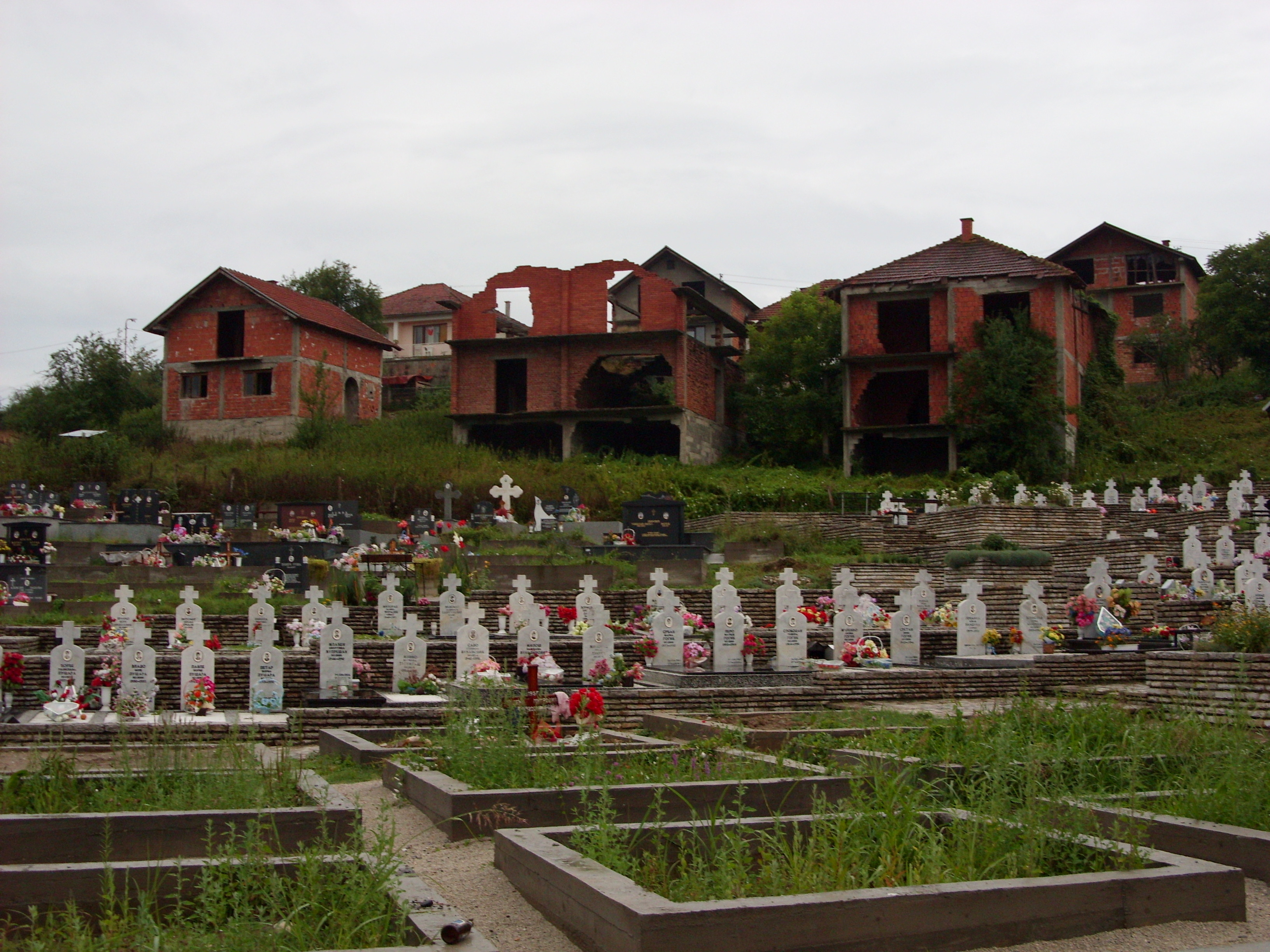
Orthodoxer Friedhof für Soldaten und zivile Kriegsopfer vor verlassenen Häusern in Bratunac

So genannte ethnische Säuberungen waren auf dem Gebiet der Republika Srpska besonders ausgeprägt, da zum proklamierten Staatsterritorium viele Gebiete gehörten, in denen die Serben zunächst lediglich eine Minderheit stellten (z. B. Zvornik, Foča, Prijedor etc.). Gewaltsame Vertreibungen und Morde an der jeweils anderen Volksgruppe, die Plünderung und Zerstörungen von deren Eigentum sowie die Zerstörung in erster Linie von Moscheen (insgesamt 917 Objekte der islamischen Religionsgemeinschaft), Kirchen (insgesamt 311 Objekte der katholischen Kirche, 34 Objekte der orthodoxen Kirche sowie 7 Objekte der Jüdischen Gemeinschaft), Friedhöfen und historischen Kulturgütern waren ein besonders auffälliges Phänomen dieses Krieges.
Etwa die Hälfte der Bevölkerung des Staates wurde gezwungen, ihre bisherigen Wohnorte zu verlassen. Noch immer leben sehr viele Bewohner in Drittstaaten.
Die größte dieser ethnischen Säuberungen an einem Ort fand in Srebrenica, die zweitgrößte in Prijedor statt. Das Massaker von Srebrenica, bei dem nach unterschiedlichen Angaben über 8.000 Menschen (fast ausschließlich Jungen und Männer) getötet wurden, wurde durch UN-Gerichte als Völkermord klassifiziert.

### Kriegsgefangenenlager
Alle Kriegsparteien unterhielten im Kriegsgebiet Gefangenenlager, deren Insassen wurden unter anderem zu Arbeiten an der Front gezwungen. In diesen Lagern kam es zu massiven Verstößen gegen die Genfer Konventionen; viele Gefangene waren Zivilisten. Ein Verband der Lagerinsassen schätzt die Gesamtzahl der in den Lagern Ermordeten auf 30.000. In Bosnien-Herzegowina wurden nach dem Krieg bis jetzt 652 ehemalige Gefängnisse und Lager registriert. Bekannte Lager sind: Manjača, Omarska, Trnopolje, Keraterm, Luka Brčko, Batković, Dretelj, Heliodrom, Gabela, Drmaljevo, KDP Foča, Sušica-Vlasenica, Kula-Sarajevo, Žepče.

### Massenvergewaltigungen
Im Zuge der bosnisch-serbischen Kriegsführung kam es zu systematischen Massenvergewaltigungen, denen überwiegend bosniakische Frauen zum Opfer fielen. Aufgrund der Scham der Opfer und der Schwierigkeit einer umfassenden Befragung der Opfer sind genaue Angaben nicht möglich.
Die tatsächliche Zahl der Opfer ist deshalb bis heute Gegenstand von Kontroversen. Ebenso ist unklar, inwieweit die Vergewaltigungen von Angehörigen der regulären Armee oder solchen eigenmächtig handelnder paramilitärischer Gruppen verübt wurden.
Die Vergewaltigungen bezweckten die psychische Zerstörung der bosnischen Frauen und Männer und ihrer Familien. Im Jahr 2009 rief Amnesty International mit einem Bericht in Erinnerung, dass bislang lediglich 12 Kriegsverbrecher wegen Vergewaltigungsdelikten vor Gericht gestellt und zu einer Freiheitsstrafe verurteilt worden sind.
2015 veröffentlichte die Frauenrechtsorganisation medica mondiale e. V. eine Studie zu den Langzeitfolgen von Kriegsvergewaltigungen in Bosnien und Herzegowina. Psychische Belastungen, gynäkologische Beschwerden und eine insgesamt alarmierende Gesundheitssituation prägen noch den Alltag der befragten Frauen. 70 % der Befragten gaben an, dass ihr Leben noch heute als Folge der Vergewaltigungen beeinträchtigt sei. Etwa zwei Drittel von ihnen nehme, zum Teil schon seit Kriegsende, regelmäßig Medikamente ein. Davon würden 91 % der Betroffenen Psychopharmaka einnehmen.

### Verfahren vor dem Internationalen Gerichtshof
Der Internationale Strafgerichtshof für das ehemalige Jugoslawien in Den Haag verurteilte bis 2017 zahlreiche am Bosnienkrieg beteiligte Personen.
Historisch bedeutend wurde der Fall Foča. Dieser beschreibt den juristischen Fall von drei serbischen Männern, Dragoljub Kunarac, Radomir Kovač und Zoran Vukovič, die Frauen und Mädchen während des Bosnienkrieges lange Zeit gefangen hielten und vergewaltigten. Dieser Fall wurde historisch so wichtig, da die drei Täter im Jahr 2002 die Ersten waren, die in Europa aufgrund von „Folter, Sklaverei und Verstöße gegen die Menschenwürde im Zuge einer Massenvergewaltigung“, hier der bosnischen Musliminnen, verurteilt wurden – für „Verbrechen gegen die Menschlichkeit“. Damit wurde auch erstmals anerkannt, dass Vergewaltigungen als Waffe zur „ethnischen Säuberung“ benutzt werden.
1993 klagte Bosnien-Herzegowina gegen die Bundesrepublik Jugoslawien, um die Hintergründe und Drahtzieher des Krieges zu finden und mögliche Entschädigungszahlungen einzufordern. Nach dem Urteil vom Februar 2007 hat Serbien (als Rechtsnachfolger Jugoslawiens) jedoch keine direkte Schuld an dem Krieg; das Urteil stellt aber gleichzeitig fest, Serbien habe zu wenig unternommen, um den Genozid an den Bosniaken zu verhindern.

## Kriegsfolgen

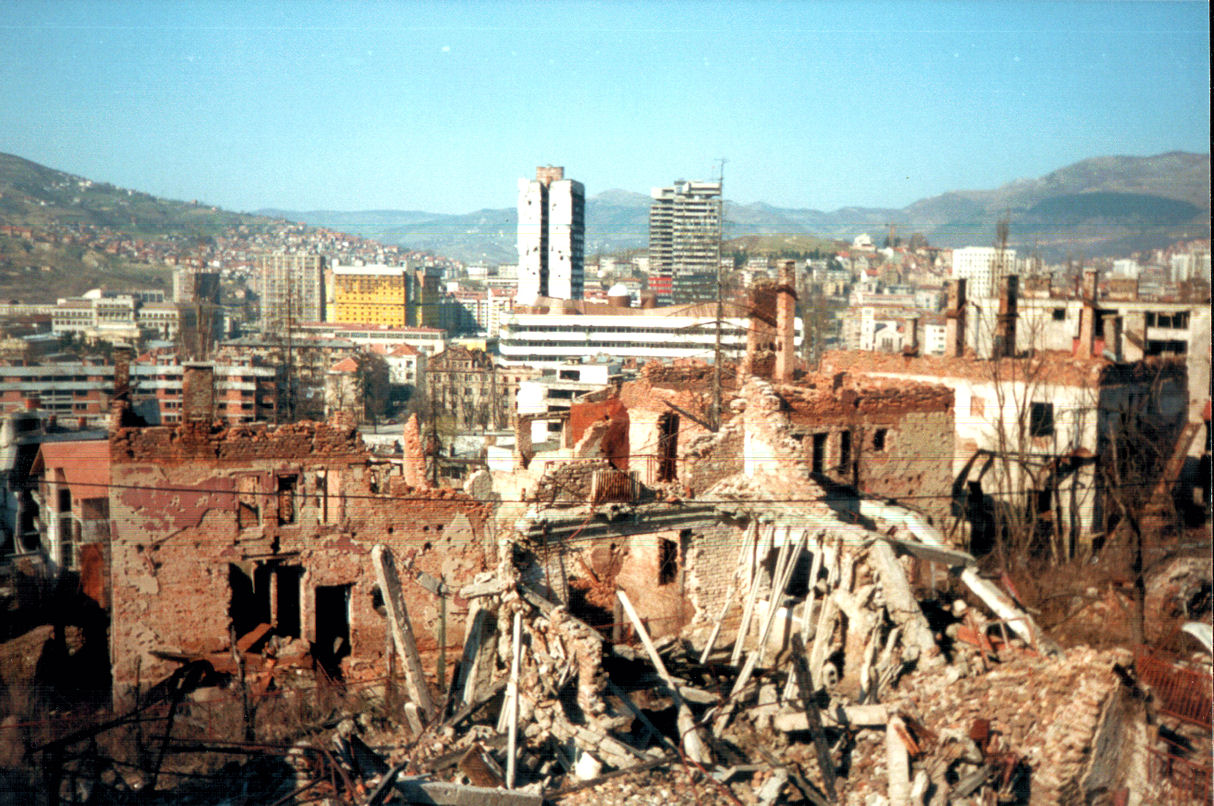
Zerstörte Wohnhäuser oberhalb des Stadtteils Grbavica aus der Zeit der Belagerung von Sarajevo, im Hintergrund das Parlamentsgebäude

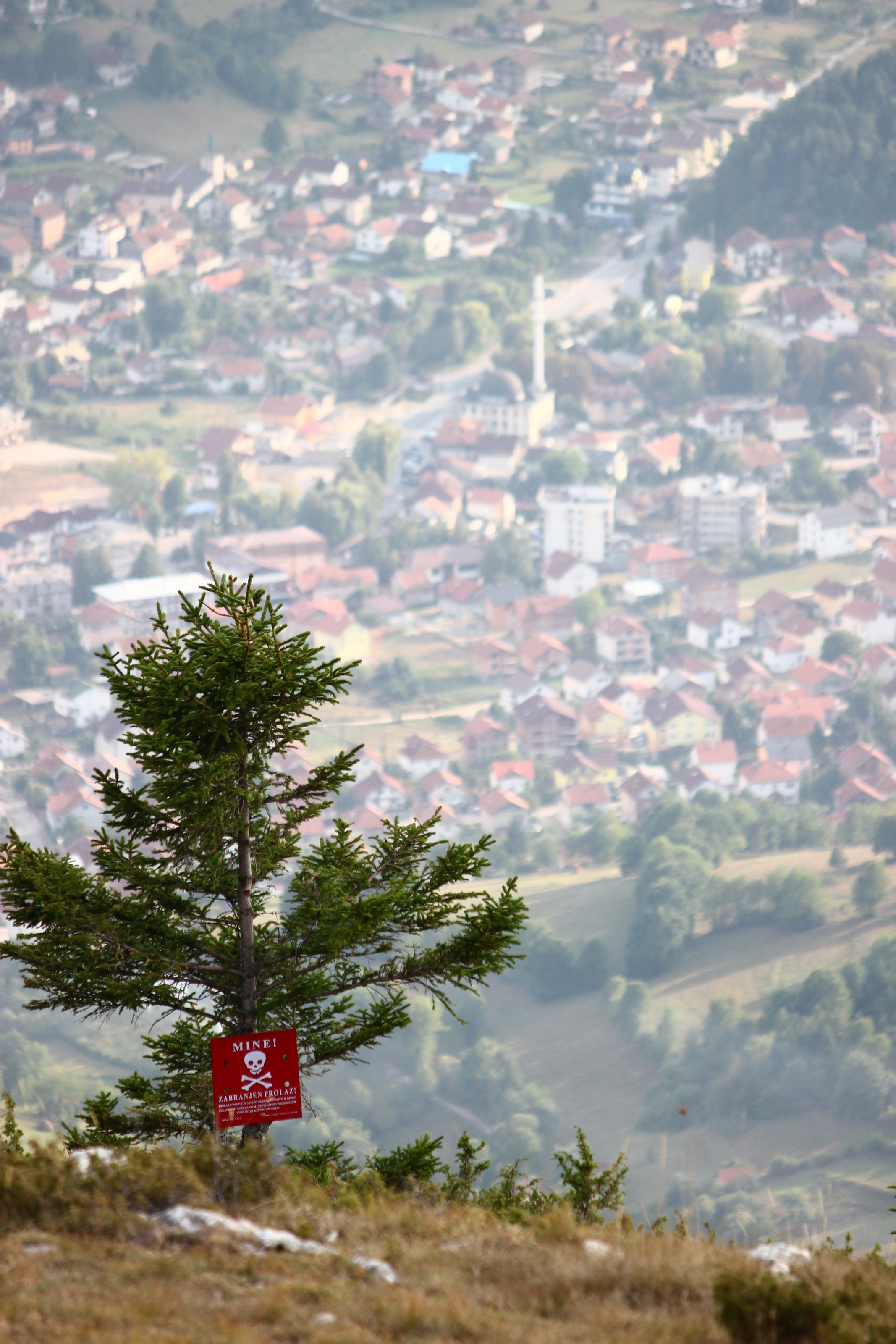
Verminter Berghang am Vlašić oberhalb von Turbe

Die wirtschaftlichen Auswirkungen des Krieges waren verheerend. Die Wirtschaftsleistung sank zwischen 1991 und 1995 um fast 75 Prozent, 1993 betrug sie nur 12 Prozent des Vorkriegsstandes. Die beträchtlichen Schäden an Wohnungen, Industrieanlagen und Infrastruktur wurden von der Weltbank auf 15,2 Milliarden US-Dollar geschätzt, die bosnische Regierung geht gar von bis 45 Milliarden US-Dollar aus. 45 Prozent der Industrieanlagen, ein Drittel der Straßen, zwei Drittel der Schienen und die Hälfte des Telefon- und Stromnetzes wurden zerstört. Bis Kriegsende waren etwa eine Million Einwohner geflohen, 70 Prozent der Bevölkerung auf humanitäre Hilfe angewiesen.
Im Frühjahr 2012 berichteten zahlreiche Medien aus Anlass 20-jähriger Jahrestage (Kriegsbeginn, Beginn der Belagerung von Sarajevo) über die Lage in Bosnien.
Auch 20 Jahre nach Beginn des Krieges sind die Folgen noch spürbar. Die Volksgruppen der Bosniaken, Serben und Kroaten leben heute weitgehend getrennt, ein Beispiel dieser Segregation ist z. B. das Konzept der Zwei Schulen unter einem Dach. Die Wirtschaft liegt immer noch am Boden. Weiterhin sind 2,3 Prozent der Landesfläche durch Landminen belastet und in der Folge unzugänglich. Jährlich sterben bis heute zwischen drei und neun Menschen durch Minenunfälle.

## Künstlerische Rezeption

### Filme
- 1996: Im Todeskreis – Der perfekte Kreis
- 1996: Lepa Sela Lepo Gore
- 1997: Welcome to Sarajevo
- 1998: Savior – Soldat der Hölle
- 1998: The Battle – Vertrauter Feind (Shot Through the Heart)
- 1999: Warriors – Einsatz in Bosnien
- 2001: Im Fadenkreuz – Allein gegen alle
- 2001: No Man’s Land (Ničija zemlja)
- 2002: Die rote Jacke
- 2002: Guerreros
- 2003: Gori vatra – Feuer! (Gori vatra)
- 2004: Das Leben ist ein Wunder (Život je čudo)
- 2005: Das geheime Leben der Worte
- 2006: Esmas Geheimnis – Grbavica
- 2007: Hunting Party – Wenn der Jäger zum Gejagten wird
- 2008: Snow (Snijeg)
- 2009: Sturm
- 2010: Whistleblower – In gefährlicher Mission (The Whistleblower)
- 2011: Liebe in Zeiten des Krieges (In the Land of Blood and Honey)
- 2012: Body Complete
- 2015: A Perfect Day
- 2016: On the Milky Road
- 2020: Quo Vadis, Aida?
- 2025: Ein halbes Jahr wie ein ganzes Leben[84] (Sechsteilige Miniserie)

### Musik
Vom Bosnienkrieg und insbesondere der Belagerung von Sarajevo handelt das Konzeptalbum Dead Winter Dead der Band Savatage. Ebenfalls mit der Thematik befassen sich das Lied Watching You Fall (auf dem Album Handful of Rain) von derselben Band, Blood on the World’s Hands (auf dem Album The X Factor) von Iron Maiden und Bosnia auf dem Album To the Faithful Departed von The Cranberries. Bekannt ist auch das Lied Miss Sarajevo, gesungen von Bono und Luciano Pavarotti. Außerdem schrieb der niederländische Komponist Jan de Haan ein Stück über die Massaker mit dem Titel Banja Luka.

### Theater
Die amerikanische Autorin Eve Ensler (Die Vagina-Monologe) widmete kriegstraumatisierten bosnischen Frauen 1996 das Stück Necessary Targets: A Story of Women and War, in dem zwei New Yorker Therapeutinnen ein Flüchtlingslager in Bosnien aufsuchen und mit Frauen sprechen, die durch Ereignisse im Nachgang der militärischen Auseinandersetzungen psychisch schwer geschädigt wurden. Dem Stück vorausgegangen war ein Besuch der Autorin im ehemaligen Kriegsgebiet.

### Performances
In Deutschland hat das Zentrum für politische Schönheit in mehreren Aktionen den Krieg in Bosnien aufgegriffen. So u. a. in Bergungsarbeiten auf Lethe, wo die politische Handlungsunfähigkeit des Krisenstabes der UNO thematisiert wurde.

## Dokumentationen
- Bruderkrieg – Der Kampf um Titos Erbe, 1995
- Bosnia, War in Europe – Images by Wolfgang Bellwinkel and Peter Maria Schäfer, 1994
- Blood and Honey, Photo Documentary by Ron Haviv, War Photo Limited, Dubrovnik, 2008
- Scream for me, Sarajevo, 2018[86] – Doku über ein Konzert von Bruce Dickinson in Sarajevo während des Krieges.